# Suède aux Jeux olympiques de 1912
La Suède aux Jeux olympiques de 1912 participe à ses 4e Jeux olympiques.

## Préparation
L'idée en Suède est d'utiliser l'organisation des Jeux pour promouvoir la pratique sportive dans le pays, pour tous les sports. La natation n'est pas en reste. Il s'agit de repérer, dès le printemps 1910, les meilleurs nageurs à travers tout le pays. Des bénévoles (seuls leurs frais de déplacements sont remboursés) parcourent alors l'ensemble des piscines et plans d'eau de Suède pour repérer et entraîner les meilleurs nageurs et nageuses. Ensuite, se pose la question de recruter un entraîneur professionnel, au Royaume-Uni spécifiquement. Le comité d'organisation des Jeux de Stockholm engage Charles Hurley, venu spécialement de Leicester pour encadrer la natation sportive (Erik Bergvall est chargé des poloïstes). Fin 1910 - début 1911, Hurley parcourt à son tour les grandes villes de Suède pour affiner la sélection. À l'été 1911, les meilleurs nageurs et nageuses sont rassemblés à Stockholm pour un stage de préparation. Durant l'automne et l'hiver suivant, des compétitions sont organisées pour hommes et femmes afin de leur faire prendre l'habitude des épreuves tandis que les clubs poursuivent la formation. Les autorités sportives suédoises se félicitent alors des progrès du pays en natation,.
Les 29, 30 et 31 mai 1912, se déroulent au lac Mälar les sélections suédoises afin de faire un dernier choix parmi les nageurs et nageuses entraînés dans le pays depuis près de deux ans.

## Bilan global
Evoluant à domicile, les athlètes suédois réalisent à l’occasion des Jeux olympiques de 1912 une belle moisson de récompenses (soixante-cinq médailles dont vingt-trois en or) qui leur permet de figurer en seconde place au classement des nations, juste derrière les États-Unis. Le Tir et l’Athlétisme regroupant la moitié des médailles acquises globalement, soit trente-deux, onze médailles d’or. Également à l’actif des représentants suédois quelques remarquables triplés : en Équitation  (dressage), en pentathlon moderne et en plongeon (plateforme à 10 m hommes). 

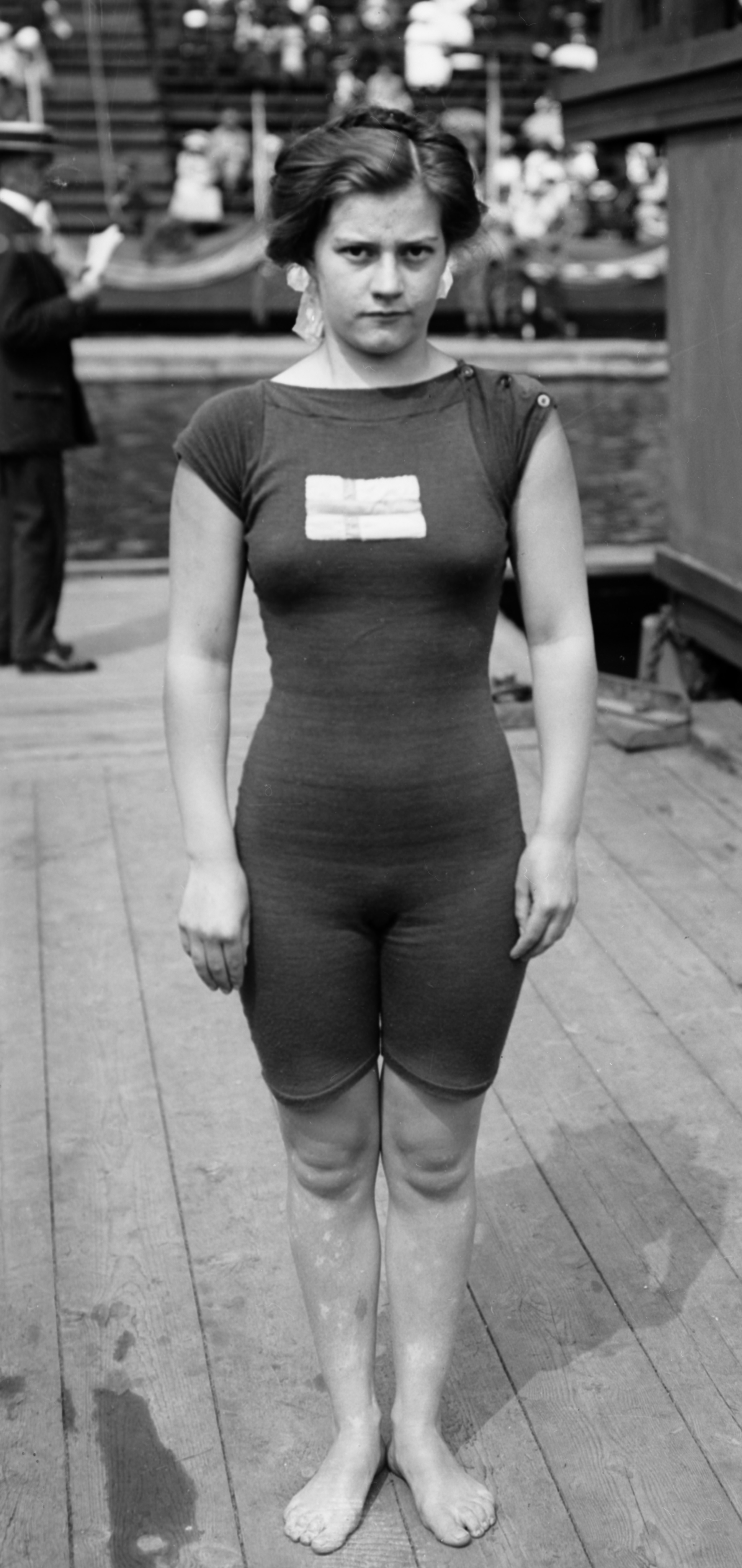
Greta Johansson, championne olympique en plongeon.

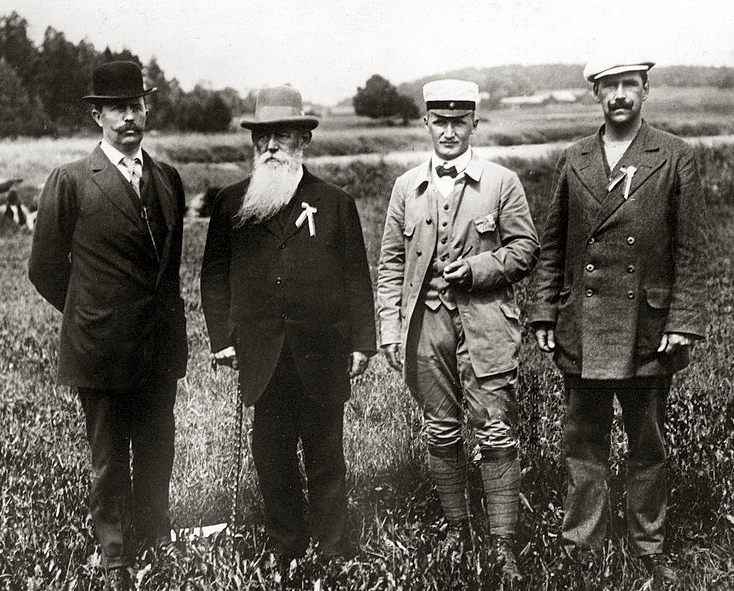
Léquipe suédoise de tir au cerf courant, médaillée d'or.

| Sport              | Médaille d'or, Jeux olympiques | Médaille d'argent, Jeux olympiques | Médaille de bronze, Jeux olympiques | Total |
| Athlétisme         | 3                              | 6                                  | 6                                   | 15    |
| Aviron             | 0                              | 1                                  | 0                                   | 1     |
| Cyclisme           | 1                              | 0                                  | 0                                   | 1     |
| Équitation         | 4                              | 1                                  | 1                                   | 6     |
| Gymnastique        | 1                              | 0                                  | 0                                   | 1     |
| Lutte              | 1                              | 2                                  | 1                                   | 4     |
| Natation           | 0                              | 1                                  | 0                                   | 1     |
| Pentathlon moderne | 1                              | 1                                  | 1                                   | 3     |
| Plongeon           | 3                              | 2                                  | 2                                   | 7     |
| Tennis             | 0                              | 2                                  | 1                                   | 3     |
| Tir à la corde     | 1                              | 0                                  | 0                                   | 1     |
| Tir                | 7                              | 6                                  | 4                                   | 17    |
| Voile              | 1                              | 2                                  | 1                                   | 4     |
| Water-polo         | 0                              | 1                                  | 0                                   | 1     |
|                    | 23                             | 25                                 | 17                                  | 65    |

## Liste des médaillés

### Médailles d'or
| Sport                                               | Discipline | Sportifs |
| Médailles d’or 23                                   | | |
| Athlétisme                                          | | |
| Cross-country par équipes                           | Hjalmar Andersson, John Eke, Josef Ternström | |
| Triple saut                                         | Gustaf Lindblom | |
| Lancer du javelot                                   | Eric Lemming | |
| Cyclisme                                            | | |
| Course par équipes                                  | Erik Friborg, Ragnar Malm Axel Persson, Algot Lönn | |
| Gymnastique                                         | Système suédois par équipes hommes | Per Bertilsson, Carl-Ehrenfried Carlberg, Nils Granfelt Curt Hartzell, Oswald Holmberg, Anders Hylander Axel Janse, Boo Kullberg, Sven Landberg Per Nilsson, Benkt Norelius, Axel Norling Daniel Norling, Sven Rosén, Nils Silfverskiöld Carl Silfverstrand, John Sörenson, Yngve Stiernspetz Carl-Erik Svensson, Karl Johan Svensson, Knut Torell Edward Wennerholm, Claes Wersäll, David Wiman |
| Lutte                                               | | |
| Lutte libre poids moyens                            | Claes Johanson | |
| Plongeon                                            | | |
| Plateforme à 10 m hommes                            | Erik Adlerz | |
| Plateforme à 10 m femmes                            | Greta Johansson | |
| Plongeon haut simple hommes                         | Erik Adlerz | |
| Tir                                                 | | |
| Pistolet à 30 m par équipes                         | Eric Carlberg, Vilhelm Carlberg Johan Hübner von Holst Paul Palén                                                                                       | |
| Carabine libre par équipes                          | Carl Björkman, Erik Blomqvist, Mauritz Eriksson Hugo Johansson, Gustaf Adolf Jonsson, Bernhard Larsson                                                  | |
| Petite carabine à 25 m                              | Vilhelm Carlberg | |
| Petite carabine à 25 m par équipes                  | Gustaf Boivie, Eric Carlberg Vilhelm Carlberg, Johan Hübner von Holst                                                                                   | |
| Tir au cerf courant coup simple à 100 m             | Alfred Swahn | |
| Tir au cerf courant coup double à 100 m             | Åke Lundeberg | |
| Tir au cerf courant coup simple à 100 m par équipes | Per-Olof Arvidsson, Åke Lundeberg Alfred Swahn, Oscar Swahn                                                                                             | |
| Équitation                                          | | |
| Saut d'obstacles par équipes                        | Gustaf Lewenhaupt, Gustaf Kilman Hans von Rosen, Fredrik Rosencrantz                                                                                    | |
| Dressage                                            | Carl Bonde | |
| Concours complet                                    | Axel Nordlander | |
| Concours complet par équipes                        | Axel Nordlander, Nils Adlercreutz Ernst Casparsson, Henric Horn af Åminne                                                                               | |
| Pentathlon moderne                                  | | |
| Épreuve individuelle hommes                         | Gösta Lilliehöök | |
| Tir à la corde                                      | | |
| Équipe                                              | Police de Stockholm Arvid Andersson, Adolf Bergman, Johan Edman Erik Algot Fredriksson, Carl Jonsson, Erik Larsson August Gustafsson, Herbert Lindström | |
| Voile                                               | | |
| 10 mètres JI                                        | Filip Ericsson, Carl Hellström, Paul Isberg Humbert Lundén, Herman Nyberg, Harry Rosenswärd Erik Wallerius, Harald Wallin                               | |

### Médailles d'argent
| Sport                                         | Discipline | Sportifs |
| Médailles d’argent 25                         | |          |
| Athlétisme                                    | |          |
| 3 000 mètres par équipes                      | Thorild Olsson, Ernst Wide, Bror Fock Nils Frykberg, John Zander                                                                                 |          |
| 4 × 100 m                                     | Ivan Möller, Charles Luther Ture Person, Knut Lindberg                                                                                           |          |
| Cross-country individuel                      | Hjalmar Andersson |          |
| Triple saut                                   | Georg Åberg |          |
| Décathlon*                                    | Charles Lomberg |          |
| Décathlon*                                    | Hugo Wieslander |          |
| Aviron                                        | |          |
| Embarcations quatre barré                     | Ture Rosvall, William Bruhn-Möller, Conrad Brunkman Herman Dahlbäck, Wilhelm Wilkens Barreur inconnu                                             |          |
| Équitation                                    | |          |
| Dressage                                      | Gustaf Adolf Boltenstern |          |
| Lutte                                         | |          |
| Poids légers                                  | Gustaf Malmström |          |
| Poids mi-lourds                               | Anders Ahlgren |          |
| Natation                                      | |          |
| 400 m                                         | Thor Henning |          |
| Pentathlon moderne                            | |          |
| Epreuve individuel hommes                     | |          |
| Plongeon                                      | |          |
| Plateforme à 10 mètres femmes                 | Lisa Regnell |          |
| Plongeon haut simple                          | Hjalmar Johansson |          |
| Tennis                                        | |          |
| Tournoi sur courts couverts, double messieurs | Carl Kempe, Gunnar Setterwall |          |
| Tournoi en extérieur, double mixte            | Sigrid Fick, Gunnar Setterwall |          |
| Tir                                           | |          |
| Pistolet tir rapide à 25 m                    | Paul Palén |          |
| Pistolet à 50 m par équipes                   | Erik Boström, Eric Carlberg Vilhelm Carlberg, Georg de Laval                                                                                     |          |
| Petite carabine à 25 m                        | Johan Hübner von Holst |          |
| Petite carabine à 50 m par équipes            | Eric Carlberg, Vilhelm Carlberg Arthur Nordenswan, Ruben Örtegren                                                                                |          |
| Tir au cerf courant coup simple à 100 m       | Åke Lundeberg |          |
| Tir au cerf courant coup double à 100 m       | Edward Benedicks |          |
| Voile                                         | |          |
| 8 mètres JI                                   | Emil Henriques, Bengt Heyman, Alvar Thiel Herbert Westermark, Nils Westermark                                                                    |          |
| 12 mètres JI                                  | Per Bergman, Dick Bergström, Kurt Bergström Hugo Clason, Folke Johnson, Sigurd Kander Nils Lamby, Erik Lindqvist, Nils Persson Richard Sällström |          |
| Water polo                                    | |          |
| Equipe                                        | Torsten Kumfeldt, Harald Julin, Max Gumpel Pontus Hansson, Robert Andersson, Vilhelm Andersson Erik Bergqvist.                                   |          |

- Deux médailles d'argent ont été décernées en décathlon.

### Médailles de bronze
| Sport                                     | Discipline                                                                                          | Sportifs |
| Médailles de bronze 17                    | |          |
| Athlétisme                                | |          |
| Cross-country individuel                  | John Eke                                                                                            |          |
| Saut en longueur                          | Georg Åberg                                                                                         |          |
| Saut à la perche                          | Bertil Uggla                                                                                        |          |
| Triple saut                               | Erik Almlöf                                                                                         |          |
| Lancer du disque à deux mains             | Emil Magnusson                                                                                      |          |
| Décathlon                                 | Gösta Holmér                                                                                        |          |
| Équitation                                | |          |
| Dressage                                  | Hans von Blicken-Finecke                                                                            |          |
| Lutte                                     | |          |
| Poids légers                              | Edvin Matiasson                                                                                     |          |
| Pentathlon moderne                        | |          |
| Epreuve individuelle                      | Georg de Laval                                                                                      |          |
| Plongeon                                  | |          |
| Plateforme à 10 mètres                    | Gustaf Blomgren                                                                                     |          |
| Plongeon haut simple                      | John Jansson                                                                                        |          |
| Tennis                                    | |          |
| Tournoi sur courts couverts, double mixte | Sigrid Fick, Gunnar Setterwall                                                                      |          |
| Tir                                       | |          |
| Pistolet tir rapide à 25 m                | Johan Hübner von Holst                                                                              |          |
| Carabine par équipes                      | Carl Björkman, Tönnes Björkman, Mauritz Eriksson Werner Jernström, Hugo Johansson, Bernhard Larsson |          |
| Petite carabine à 25 m                    | Gideon Ericsson                                                                                     |          |
| Tir au cerf courant coup double à 100 m   | Oscar Swahn                                                                                         |          |
| Voile                                     | |          |
| 6 mètres JI                               | Otto Aust, Eric Sandberg, Harald Sandberg                                                           |          |